# Parafia św. Jana z Dukli w Dukli
Parafia św. Jana z Dukli w Dukli – parafia rzymskokatolicka znajdująca się w archidiecezji przemyskiej w dekanacie Dukla. 
Erygowana w 1984. Jest prowadzona przez ojców Bernardynów. 
Kościół parafialny zbudowany w latach 1761–1764, trójnawowy. Fasada z dwiema wieżami pochodzi z lat 1770-1773, wnętrze zostało w latach 1899–1902 przebudowane w stylu neorenesansowym, wtedy też na przedłużeniu nawy wschodniej dobudowano kaplicę św. Jana z Dukli, w 1974 umieszczono w kaplicy srebrną trumnę z relikwiami świętego, przewiezionymi ze Lwowa.